# Hyophorbeae
Hyophorbeae es una tribu de plantas con flores perteneciente a la subfamilia Ceroxyloideae dentro de la familia Arecaceae, ahora considerada sinónimo de Chamaedoreeae. Tiene los siguientes géneros.

## Géneros
- Chamaedorea - Gaussia - Hyophorbe - Synechanthus - Wendlandiella

- Datos: Q5905739
- Multimedia: Hyophorbeae / Q5905739